# 张学伟
张学伟（1967年11月—），男，汉族，吉林九台人，中华人民共和国政治人物。

## 人物经历
曾担任中共浙江省委组织部常务副部长，2023年1月，当选为浙江省政协副主席。